# Municipio de Garfield (condado de Dickinson)
El municipio de Garfield (en inglés: Garfield Township) es un municipio ubicado en el condado de Dickinson en el estado estadounidense de Kansas. En el año 2010 tenía una población de 199 habitantes y una densidad poblacional de 2,12 personas por km².

## Geografía
El municipio de Garfield se encuentra ubicado en las coordenadas 38°49′39″N 97°18′29″O / 38.82750, -97.30806. Según la Oficina del Censo de los Estados Unidos, el municipio tiene una superficie total de 93.81 km², de la cual 93,74 km² corresponden a tierra firme y (0,07 %) 0,07 km² es agua.

## Demografía
Según el censo de 2010, había 199 personas residiendo en el municipio de Garfield. La densidad de población era de 2,12 hab./km². De los 199 habitantes, el municipio de Garfield estaba compuesto por el 100 % blancos. Del total de la población el 0 % eran hispanos o latinos de cualquier raza.